# Sania Nishtar
Sania Nishtar (urdú: ثانیہ نشتر) (Peshawar, 16 de febrer de 1963), és una metgessa, cardiòloga, autora i activista pakistanesa, actual assistent especial per a la reducció de la pobresa i per la seguretat social del primer ministre del Pakistan, amb la condició de ministra federal i presidenta del BISP (Benazir Income Support Programme). Prèviament, el 2013 va treballar al consell de ministres interí supervisant la salut pública, l'educació i la ciència.
Nishtar va copresidir l'Alt Comissariat de l'OMS sobre malalties no transmissibles juntament amb els presidents de l'Uruguai, Finlàndia i Sri Lanka. És membre del Consell de l'Agenda Mundial del Fòrum Econòmic Mundial sobre el futur de la salut i co-dirigeix l'estudi global sobre la qualitat de l'assistència sanitària als països amb ingressos baixos i mitjans de l'Acadèmia Nacional de Ciències dels Estats Units. A més, també presideix el Consell Assessor Internacional de l'Institut Internacional de les Nacions Unides per a la Salut Global i és membre del Comitè assessor internacional sobre salut global del govern federal alemany.
Nascuda a Peshawar, Nishtar va anar a l'escola de medicina del Khyber Medical College i es va ser la graduar amb les millors qualificacions de la promoció del 1986. Va entrar al Col·legi de Metges i Cirurgians del Pakistan el 1991 després de completar la seva residència a l'Hospital Docent Khyber. Es va incorporar a l'Institut Pakistanès de Ciències Mèdiques com a cardiòloga el 1994 i va treballar amb l'Institut fins al 2007. Va deixar l'Institut per fer un any sabàtic dues vegades, primer el 1996 per anar al Guy's Hospital de Londres i, el 1999, per continuar el doctorat en medicina al King's College de Londres, que va obtenir el 2002. Es va convertir en membre del Royal College of Physicians el 2005. El 2019, el King's College de Londres li va atorgar el doctorat en ciències, Honoris Causa.
El 1998 va fundar Heartfile, un grup de reflexió sobre polítiques de salut amb seu a Islamabad. Des del 2014, Nishtar és copresidenta de la Comissió de l'OMS per posar fi a l'obesitat infantil i també forma part del consell de l'Institut de Salut Global de la Universitat de les Nacions Unides. Nishtar va ser la principal candidata a ser Directora General de l'Organització Mundial de la Salut, per ser elegida el maig de 2017. Va formar part dels tres candidats preseleccionats a les eleccions celebrades el gener de 2017, però no va tenir èxit en les eleccions que es van celebrar el 23 de maig de 2017.
És neta de Sardar Abdur Rab Nishtar, una figura important del moviment pakistanès.

## Educació
Nishtar es va graduar al Khyber Medical College amb la seva llicenciatura en medicina i la llicenciatura en cirurgia el 1986 i va ser la millor llicenciada de l'any. És becària del Royal College of Physicians i doctora del King's College de Londres. El 2019, el Kings College de Londres li va atorgar el doctorat en ciències, Honoris Causa.

## Carrera

### Medicina
Després de diversos anys com a cardiòleg a l'Institut de Ciències Mèdiques del Pakistan, va fundar Heartfile el 1999, que ha passat d'una ONG centrada en la informació sanitària a un grup de reflexió sobre polítiques sanitàries, centrat en problemes de sistemes de salut.
El 2007 va fundar Heartfile Health Financing, un programa per protegir els pacients pobres davant el progressiu empobriment mèdic.

El programa va comptar amb l'ajut del Clinton Global Iniciative el 2008, 2012, i 2013. També va fundar el Pakistan Health Forum, una plataforma de polítiques de la societat civil per a experts en salut on han contribuït activistes de la salut com Seth Berkley, Sir George Alleyne, Mark Dybul i Naresh Trehan, entre d'altres.

### Política
El maig de 2019, Nishtar va ser nomenada ajudant del primer ministre Imran Khan per a la reducció de la pobresa i la millora de la seguretat social. En aquest paper, lidera el llançament d'Ehsaas, un programa pioner d'alleugeriment de la pobresa i benestar del Pakistan que engloba més de 130 polítiques.
Anteriorment, Nishtar va ser ministre federal al govern del Pakistan del primer ministre Mir Hazar Khan Khoso durant el govern provisional de 2013, a càrrec de Ciència i Tecnologia, Educació i Formació i Tecnologia de la Informació i Telcom. També tenia responsabiltiats en salut.
Durant el seu mandat, Nishtar va ser clau en l'establiment del Ministeri de Salut del Pakistan, que ella havia estat defensant. Al final del seu mandat, va publicar Handover Papers. També es va negar a rebre pagaments i avantatges. Les seves polítiques es van centrar en promoure el desenvolupament; en el sector de l'educació vincular el món acadèmic amb els empresaris, la indústria i les prioritats nacionals, i al ministeri de Tecnologia i Innovació mitjançant l'ús del sector de les telecomunicacions per al desenvolupament. Durant el seu mandat com a ministra, va imposar-se al primer ministre per revertir la decisió de desmantellar la cèl·lula de pòlio del primer ministre, i també va salvar el govern del que hauria sembrat el desconcert en el vot electrònic.
El 2015 va ser la candidata del govern del Pakistan per succeir a António Guterres com a alt comissari de les Nacions Unides per als refugiats; tot i que el lloc va ser finalmentper a Filippo Grandi d'Itàlia.
Nishtar ha estat la candidata del Pakistan per succeir Margaret Chan com a directora general de l'OMS. L'abril de 2016, l'Organització de Cooperació Islàmica, que té 57 estats membres i que pretén ser la veu dels musulmans, va "acollir amb satisfacció" la candidatura de Nishtar.
Sania Nishtar va ser una de les dues candidatures preferides a les eleccions preseleccionades del gener del 2017, on va obtenir 28 de 34 vots. Es va classificar per ser un dels tres nominats oficials per l'OMS.
La seva candidatura va rebre un ampli suport des del Pakistan, del govern, de la societat civil i de grups de dones. Molts pakistanesos destacats van donar-li suport, com Sharmeen Obaid-Chinoy, cineasta guanyadora de l'Oscar del Pakistan. Experts internacionals van destacar els seus mèrits a la revista The Lancet. Va rebre el fort suport de persones com George Alleyne, la princesa Dina Mired de Jordània, i Musimbi Kanyoro. Es van destacar diversos aspectes de la seva vida professional. Robert i Ruth Bonita van explicar per què era la candidata adequada que descrivia les seves credencials en salut. Veus d'Amèrica Llatina va donar suport a la seva formació en la societat civil. Altres li van donar suport per ser reformista i tenir el suport de la societat civil, l'experiència ministerial i multilateral, i d'altres van emfatitzar les seves credencials de responsabilitat. Altres punts de vista van donar suport als tres candidats en diferents graus.
Sania Nishtar va destacar la necessitat de transparència i rendició de comptes durant la seva campanya electoral, i va rebre el sobrenom de "fabricant de canvis". Va ser derrotada per Tedros Adanhom Ghebreusus a les eleccions finals del maig de 2017. La seva derrota va decebre a pakistanesos, però la seva conducta ètica durant les eleccions i el prestigi que va aportar per al Pakistan van ser àmpliament aclamats.

### Promoció de la pau
Nishtar va ser la presidenta del Comitè de Salut de la iniciativa Aman ki Asha, una campanya per la pau entre l'Índia i el Pakistan, per a la qual va convocar diverses reunions i va negociar declaracions. Com a membre del Capítol pakistanès de Partners for a New Beginning, Aspen Institute, i membre del Global Advisory Council de la Pakistan American Foundation i de la US-Muslim Engagement Initiative ha defensat un compromís més ampli entre els Estats Units i el Pakistan per millorar els resultats socials.

## Activisme
L'àmbit de treball de Nishtar se centra en la governança del sector sanitari. Això es va visualitzar públicament amb el seu posicionament davant qüestions com un escàndol de drogues falses, l'abolició del Ministeri de Salut, o la incapacitat del país per erradicar la poliomielitis. També ha participat de manera voluntària en el reforç dels sistemes de salut al seu país i ha dedicat el seu temps a treballar per poder signat dos protocols d'acord amb el Ministeri de Salut del Pakistan. Va ser autora del primer compendi d'estadístiques de salut del Pakistan i del primer pla nacional de salut pública del país per a malalties no transmissibles. El llibre de Nishtar Choked Pipes, una anàlisi dels sistemes de salut pakistanesos, es va convertir en el referent per la política sanitària del país. És membre de diverses iniciatives de salut al Pakistan. A través dels seus escrits s'ha convertit en una defensora de les reformes de governança al Pakistan i forma part de diverses juntes i iniciatives nacionals i internacionals, que tenen com a objectiu millorar la governança del país, com l'Institut Pakistan per al Desenvolupament Legislatiu i la Transparència. Va ser membre de l'Asia Society Task Force a Pakistan 2020, i anteriorment va ser directora de la IESCO. També forma part del Consell Consultiu Econòmic del Pakistan, i és la presidenta del Comitè de direcció de la visió nacional del Pakistan per a l'atenció quirúrgica.
Nishtar ha col·laborat amb diverses agències internacionals. Ha estat assessora temporal de l'Organització Mundial de la Salut. El 2020 Nishtar té diversos càrrecs en diversos àmbits relacionats amb la salut. És membre del consell de l'Aliança de l'OMS per a la investigació de sistemes i polítiques de salut (AHPSR), copresidenta de la Comissió de l'OMS per posar fi a l'obesitat infantil, i membre del consell editorial de l'Eastern Mediterranean Health Journal. També és membre del consell del Fòrum Econòmic Mundial, forma part del patronat de la Iniciativa Health Global Challenge i membre del grup principal del Moviment per a la nutrició, un càrrec pel qual va ser nomenada per Ban Ki-moon el 2016. Forma part del consell assessor en salut global de la revista The Lancet i del consell editorial del Journal of Pharmaceutical Policy and Practice.
També és membre de la Comissió de Salut Planetària de la Fundació Lancet i Rockefeller i de la Comissió de Dolors i Cures Pal·liatives de Lancet i Harvard. És membre del Comitè de Direcció del Simposi de Mercats Emergents, que és una iniciativa del Green Templeton College de la Universitat d'Oxford. També és membre del Consell de l'Institut Internacional de la Salut Global de la Universitat de les Nacions Unides.
Nishtar també va participar anteriorment en diversos fòrums. El 2015 i 2016 va ser membre del consell de Gavi, la Vaccine Alliance, de la Unió Internacional per a la Promoció de la Salut, la World Heart Federation (WHF), i entre el 2003 i el 2006 va ser presidenta del consell assessor de la Fundació WHF.
Va presidir la campanya del Dia Mundial del Cor en els seus anys fundacionals, la campanya "Go Red for Women" el 2004, i el Panell d'Experts sobre Dones i Malalties del Cor des del 2007 en endavant. Anteriorment, també va formar part de la Iniciativa de Lideratge Ministerial per a la Salut Global i va formar part del Grup de Treball sobre el Sector Privat en Sistemes de Salut creat per Results for Development i la Fundació Rockefeller.
Ha participat en diverses declaracions sanitàries mundials. Va ser membre del comitè de redacció de la Declaració de Moscou sobre les MNT el 2011. Va presidir el comitè de redacció de la Declaració de Venècia de l'OMS sobre iniciatives i sistemes de salut globals en salut el 2009. També va ser membre dels consells consultius internacionals de la Declaració d'Osaka i de la Declaració de Victoria sobre malalties cardiovasculars.
Nishtar és una ponent habitual en reunions internacionals i parla en fòrums com Davos. També ha estat convidada com a líder de pensament a les agències de les Nacions Unides. Ha estat als comitès organitzadors de diverses conferències internacionals.

## Publicacions
Va publicar el llibre Choked Pipes amb l'editorial Oxford University Press el 2010. El llibre va rebre crítiques a The Lancet, el Butlletí de l'OMS i altres publicacions periòdiques, i es va publicar a diverses ciutats. També ha estat autora del llibre Chapters i col·labora regularment a The News International i al Huffington Post. Ha col·laborat al Wall Street Journal, al Project Syndicate i al Pakistan Lancet Series el 2013.
Selecció de publicacions:
- Nishtar, Sania. «68». A: To Save Humanity.  US: Oxford University Press, 29 maig 2015. ISBN 9780190221546 [Consulta: 11 maig 2016].
- Nishtar, Sania. Choked Pipes: Reforming Pakistan's Mixed Health System, 2010. ISBN 978-0-19-547969-0.
- Nishtar S. Prevention of Coronary Heart Disease in South Asia. Heartfile and SAARC Cardiac Society. ISBN 969-8651-00-4. Islamabad, Pakistan.
- Nishtar S. Public-Private Partnerships in the health sector – a call to action. The Commonwealth Health Ministers Book; 2007.[135]

## Premis
Nishtar va rebre el premi Sitara-i-Imtiaz (Estrella d'Excel·lència) del Pakistan (atorgat pel president del Pakistan), l'European Societies Population Science Award i el Primer Premi a la Innovació Global de la Fundació Rockefeller. Va ser ingressada al Saló de la Fama de la Missió Mèdica a Toledo, a Ohio, el 2011.
A principis de 2014, va formar part de la llista de les 20 dones més influents de la ciència del món islàmic en reconeixement de les seves contribucions de defensa de la política.
El 2019, la seva alma mater Kings College li va atorgar el Doctorat en Ciències, Honoris Causa. Nishtar figurava a la llista de les 100 Dones de la BBC anunciades el 23 de novembre de 2020.